# All Days Are Nights: Songs for Lulu
All Days Are Nights: Songs for Lulu es un álbum de estudio de Rufus Wainwright, lanzado al mercado en 2010. 

## Lista de canciones
1. "Who Are You New York?" – 3:42
2. "Sad with What I Have" – 3:06
3. "Martha" – 3:12
4. "Give Me What I Want and Give It to Me Now!" – 2:08
5. "True Loves" – 3:52
6. "Sonnet 43" (William Shakespeare, Wainwright) – 4:28
7. "Sonnet 20" (Shakespeare, Wainwright) – 2:59
8. "Sonnet 10" (Shakespeare, Wainwright) – 2:56
9. "The Dream" – 5:27
10. "What Would I Ever Do with a Rose?" – 4:23
11. "Les feux d'artifice t'appellent" (Wainwright, Bernadette Colomine) – 5:57
12. "Zebulon" – 5:38

## Personal
| - Rufus Wainwright - Tom Arndt - Adam Ayan - Pat Barry - Daniel Boldoc - Carlos Cicchalli - Douglas Cordon - Caroline Kousidonis - Pierre Marchand | - Amy Maybauer - Evalyn Morgan - Frederik Pedersen - Julian Peplos - Cary Rough - Tom Schick - Pascal Shefteshy - Jörn Weisbrodt - Zeynep Yücal |

- Datos: Q2454293